# Ранквајл
Ранквајл град је у Аустрији, смештен у крајње западном делу државе. Значајан је град у покрајини Форарлберг, у оквиру округа Фелдкирх.

## Природне одлике
Ранквајл се налази у крајње западном делу Аустрије, близу државне тромеђе Аустрије са Швајцарском и Лихтенштајном, која се налази свега 7 km западно од града. Град је удаљен 650 км западно од главног града Беча. Главни град покрајине Форарлберг, Брегенц, налази се 30 km северно од града.
Град Ранквајл се сместио у долини реке Рајне (граница према суседној Швајцарској), у „жили куцавици“ Форарлберга. Алпи се стрмо издижу источно од града. Надморска висина града је око 470 m.

## Становништво
| 1971. | 1981. | 1991.  | 2001.  | 2011.  |
| ----- | ----- | ------ | ------ | ------ |
| 8.654 | 9.926 | 10.509 | 11.171 | 11.567 |

Данас је Ранквајл град са око 12.000 становника. Последњих деценија број становника града се повећава.

## Галерија
- Панорама Ранквајла
- Римокатоличка Црква св. Петра
- Стара градња у Ранквајлу
- Градски музеј савременог изгледа